# Mont Saint-Hilaire
El Mont Saint-Hilaire (anglès: Mount Saint-Hilaire; Western Abnaki: Wigwômadenizibo) és un turó aïllat, de 414 m d'alçada, a la Regió de Montérégie al sud del Quebec. Es troba a uns trenta quilòmetres a l'est de Montreal i immediatament a l'est del riu Richelieu. Al voltant de les muntanyes es troben les ciutats de Mont-Saint-Hilaire i Saint-Jean-Baptiste. Altres ciutats properes inclouen Otterburn Park, Beloeil i McMasterville.
La zona que envolta la muntanya és una reserva de la biosfera, com una de les últimes restes dels boscos primigenis de la vall de Saint-Lawrence. La major part de la muntanya és actualment propietat de la Universitat McGill, com la Reserva Natural de Gault, que es considera el tercer campus de McGill. La Universitat ha obert la meitat oest de la muntanya als visitants (de pagament) per fer senderisme i esquí de fons, com el Milieu Naturel (espai natural). La meitat est no és accessible al públic en general.
Fins a finals del segle xix, la manca d'informació sobre cims més allunyats del Quebec, així com el protagonisme relativament elevat del Mont Saint-Hilaire, va fer que fos equivocadament mencionat com la més alta cimera a la regió. En realitat, els 414 metres de Saint-Hilaire estan molt lluny de convertir-lo en la muntanya més alta del Quebec.
El Mont Saint-Hilaire és la llar d'una gran varietat de fauna i flora, així com d'una sèrie de minerals rars, inclosos alguns que es van descobrir a la muntanya i alguns que són únics a la regió. Aquests minerals són explotats per una pedrera al vessant nord-est de la muntanya. A més, el sòl és ideal per al creixement de pomeres, i els horts de pomeres de la muntanya atrauen desenes de milers de visitants cada any.